# Natallja Tsylinskaja
Natallja Valerewna Tsylinskaja-Minasjkin (Wit-Russisch: Наталля Валер'еўна Цылінская -Мiнашкiн) (Minsk, 30 augustus 1975) is een wielrenner uit Wit-Rusland.
In 2002 en 2003 werd Tsylinskaja wereldkampioene sprint en 500 meter tijdrit.
Tsylinskaja nam in 2004 voor Wit-Rusland deel aan de Olympische Zomerspelen van Athene op het onderdeel baansprint en 500 meter tijdrit. Op de tijdrit behaalde ze de bronzen medaille.
In 2008 reed Tsylinskaja op de Olympische Zomerspelen van Beijing de baansprint, en behaalde daarmee de zesde plek.